# 深丽鱼属
深麗魚屬，是條鰭魚綱䲁形目麗魚科下的一個屬。

## 分類
本屬屬於褶唇麗魚亞科，目前被認可的種如下：
- 赫氏深麗魚 Benthochromis horii
- 似黑深麗魚 Benthochromis melanoides
- 特氏深麗魚 Benthochromis tricoti